# Luisia
Luisia é um género botânico pertencente à família das orquídeas (Orchidaceae).